# 王祺翔
王祺翔（1990年12月20日—)，马来西亚柔佛政治人物，现任东甲县议员。1990年出生于柔佛东甲。2015年德国毕业归来后，他先后加入多个政府部门担任公职人员。他在2022柔佛州选中获得马华公会推荐，委派代表国民阵线上阵东甲州议席，不过仅以372张选票落差惜败。后来他在马华公会党选中当选礼让东甲马华区会的青年团区团团长，并以最高得票率当选马华青年团中央委员。

## 个人生活
王祺翔1990年出生在柔佛东甲，2010年取得於馬六甲多媒體大學工商管理文憑。2014年取得於馬六甲多媒體大學財務與金融管理系學士學位，2015完成德國卡魯斯應用技術大學文憑課程歸国。

## 政治生涯
在2015年至2022年期间，他曾在四个不同的部门服务。2015至2018年，他在马来西亚首相署中小企业拓展中心担任商业对话主任。接着，2018至2019年，他在首相署政府行政管理、采购及财务调查委员会担任调查官。2019至2020年，他转任马来西亚企业部官员。2020至2022年，他则担任教育部副部长高级特别事务官。然而，2022年他辞去了教育部副部长高级特别事务官的职务，因为同年2月柔佛州议会解散并展开州选举。他获得马华公会推荐，并代表国民阵线参选东甲州议席，但最终以372张选票惜败。随后，他在马华公会党选中当选为礼让马华青年团区团团长，并以最高得票率当选马华青年团中央委员。

## 轶事

### 与区会爆发冲突
王祺翔在2022柔佛州选期间，曾与礼让东甲马华区会爆发冲突，因该区会原先推荐的东甲州议席候选人是该区会的主席，拿督吳池池，并不是王祺翔。不过，马华公会高层最终还是决定委派时任教育部副部长拿督马汉顺医生的高级特别事务官王祺翔上阵东甲州议席。
此举引来吴池池的不满，他向马华公会总部开出条件，要求马华公会总部向最高元首推荐委任他出任马来西亚国会上议会议员，否则将下令禁止礼让东甲马华区会对王祺翔做出助选工作。
马华公会总部并没有答应吴池池的这个要求，并且宣布冻结吴池池的党籍，还进一步接管礼让东甲马华区会。
礼让东甲马华区会则直到2023年马华举行党内改选才得以恢复运作，王祺翔也当选了该区会的青年团团长。

## 个人观点

### 选举承诺
王祺翔在2022柔佛州选时，曾宣布过五大政见。
一、推动东甲经济发展。
二、发展社区基础建设。
三、提升医疗服务。
四、提升东甲的教育素质。
五、成立资讯咨询中心。

### 抨击民主行动党
2023年7月，民主行动党秘书长陆兆福说，行动党将不会在像以往那样发言批评政府，因为行动党与马华公会不同，行动党是政府内的最大党，若行动党退出政府，政府将立马倒台，因为缺少了行动党的40个国会席位，政府将无法达到112席的简单多数执政门槛，反观马华公会，马华过往所拥有的席位也没办法撼动政府的地位。
对此，王祺翔质疑民主行动党没能力维护华裔公民的合法权益，因为行动党有能力影响政府的执政地位，这意味着行动党掌握了与政府谈判的筹码，然而行动党却对许多对华社不利的课题保持沉默，王祺翔调侃行动党是真正的“静静党”。

### 对新政府失望
2022年马来西亚大选结束后，由安华来领导的希望联盟在政府中占据了主导地位，然而在执政不久后，马来西亚国内的许多问题依旧没有得到解决，尤其是国家经济低迷，而希望联盟在选举前承诺若当选将立马解决经济问题，在执政一年后，经济问题不仅没有改善，甚至还进一步恶化，其中最严重的是马币汇率狂跌不止的问题。
对此，王祺翔认为有两个主要的因素导致了马币汇率下跌，其中包括国内政治不稳定以及国际局势的影响。
此外，王祺翔也认为安华政府所推行的各种新税务，只是因为希望联盟在野时曾经把纳吉政府所推行的消费税妖魔化，以此来煽动选民反感纳吉政府，现在执政后没面子推行消费税，只好用更多的新税务来替代。他直言，这将导致人民生活负担加重。

## 选举结果
2022柔佛州选
★-当选；※-失去按柜金
| 编号 | 州议会选区     | 选民   | 候选人     | 代表政党 | 其它背景       | 得票 | 当选 | 多数票 | 废票 | 投票率 |
| ---- | -------------- | ------ | ---------- | -------- | -------------- | ---- | ---- | ------ | ---- | ------ |
| N10  | 东甲 (Tangkak) | 35,554 | 黄俊历     | 希盟     | 行动党         | 8105 | ★    | 372    | 326  | 56.90% |
| N10  | 东甲 (Tangkak) | 35,554 | 王祺翔     | 國陣     | 马华           | 7733 |      | 372    | 326  | 56.90% |
| N10  | 东甲 (Tangkak) | 35,554 | 慕哈末益烈 | 斗士党   | 其它           | 789  | ※    | 372    | 326  | 56.90% |
| N10  | 东甲 (Tangkak) | 35,554 | 张发虎     | 国民联盟 | 土团党臂膀组织 | 3092 |      | 372    | 326  | 56.90% |
| N10  | 东甲 (Tangkak) | 35,554 | 再纳峇哈隆 | 独立人士 | 其它           | 121  | ※    | 372    | 326  | 56.90% |